# Waldbrand (kámen)
Waldbrand je pamětní kámen, který se nachází v lázeňských lesích v Karlových Varech. Připomíná velký požár lesa v roce 1818.

## Popis památníku
Nevelký plochý pamětní kámen s nápisem a letopočtem 
Waldbrand
28. Juni 1818.

stojí v karlovarských lázeňských lesích u lesní cesty Jezdecká, která vede od městské části Tuhnice směrem k lesnímu centru Svatý Linhart. Některé části nápisu jsou již hůře čitelné, zvláště druhou číslovku „1“ v letopočtu lze lehko zaměnit za jiné číslo.

## Z historie
Kámen připomíná událost, ke které došlo v neděli 28. června roku 1818. Tehdy děti, když pásly dobytek na louce pod lesem, špatně uhasily ohníček a požár se pak při větrném dnu rychle rozšířil. Vítr jej zanesl až do nedaleké, husté, borové mlaziny a zde se oheň dostal i do korun stromů. Požár se nakonec podařilo zastavit jen díky následnému silnému dešti.
Silný vítr vyděsil i obyvatele města, neboť to bylo dlouho zahaleno hustým kouřem a prachem.
V hlášení, které o této události bylo odesláno úřadům se psalo, že toho dne (28. 6. 1818) zcela shořely mladé lesní porosty o celkové výměře zhruba 4,5 hektaru.
Farář a historiograf A. L. Stöhr k této události zapsal: „Bůh ale v pravou chvíli poslal velmi vydatný déšť a ukončil toto neštěstí“. Hned druhý den v 9 hodin ráno byla sloužena slavná mše, po které byl mistr cechu jehlářství Michael Voigt pověřen, aby uspořádal mezi obyvateli města sbírku na dobročinné účely jako projev vděčnosti za to, že bylo město uchráněno před velkým neštěstím. Mistr Voigt vybral celkem 311 zlatých a 20 krejcarů, z nichž 250 zlatých bylo určeno k založení nadace na každoroční odsloužení slavné mše a zbytek pak přispěl k chybějící částce potřebné ke koupi nové požární stříkačky.
Později město ke spálenému lesu umístilo pamětní kámen s jednoduchým nápisem. Památník byl v průběhu staletí mnohokrát povalen, naposledy v roce 1990.